# Toschia virgo
Toschia virgo là một loài nhện trong họ Linyphiidae.
Loài này thuộc chi Toschia. Toschia virgo được miêu tả năm 1986 bởi Rudy Jocqué & Scharff.